# My Cousin Rachel (película de 1952)
Mi prima Rachel es una película de romance y misterio estadounidense de 1952 dirigida por Henry Koster y protagonizada por Olivia de Havilland, Richard Burton, Audrey Dalton, Ronald Squire, George Dolenz y John Sutton. La película está basada en la novela homónima escrita en 1951 por Daphne du Maurier.
Twentieth Century-Fox obtuvo los derechos para filmar la novela, y Burton aceptó protagonizar una película estadounidense por primera vez. La producción se vio perturbada cuando du Maurier y George Cukor, el director escogido en un principio, no se sintieron satisfechos con la adaptación, lo que hizo que Cukor abandonara el proyecto.
Mi prima Rachel recibió alguncomo críticcomo positivcomo en su lanzamiento inicial, incluyendo la actuación de Burton. Fue nominada a cuatro premios de la Academia, mientrcomo que Burton ganó un Globo de Oro por ser la nueva estrella del año.

## Argumento

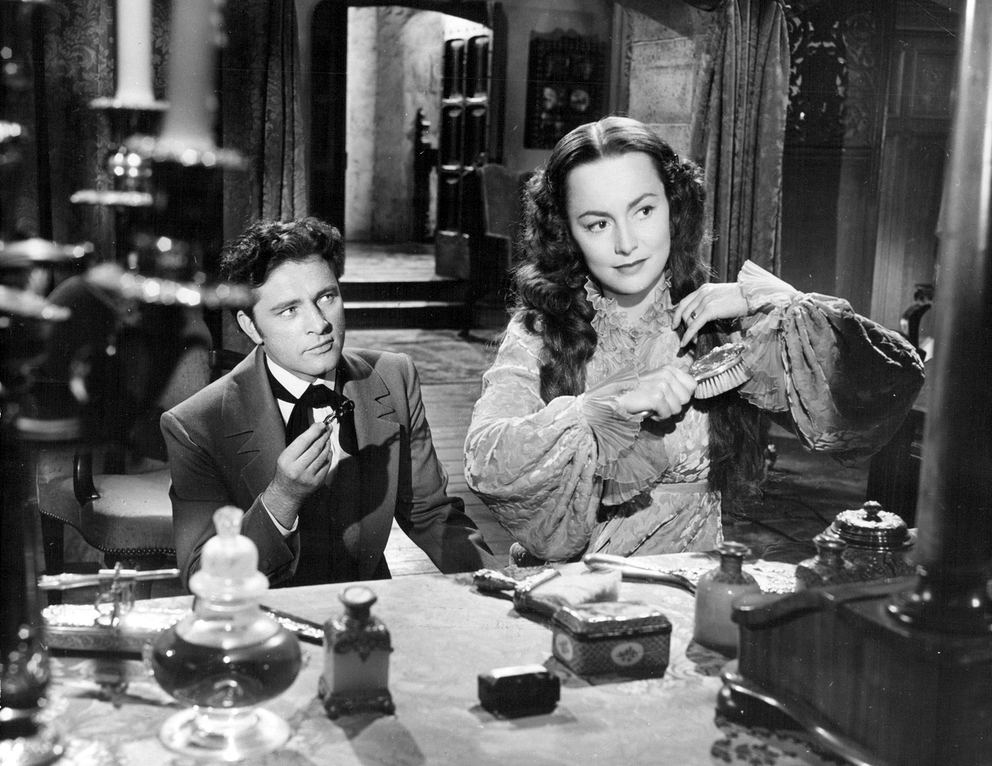
Richard Burton y Olivia de Havilland en una escena de Mi prima Rachel.

En la costa de Cornwall, el niño Philip Ashley es criado por su acaudalado primo mayor Ambrose en una gran finca. Cuando el clima de Cornwall amenaza la salud de Ambrose, abandona la finca por un clima más cálido, se dirige a Florencia y deja a Philip con su padrino, Nick Kendall. En Florencia, Ambrose decide casarse con su prima Rachel. Sin embargo, de vuelta en Cornwall, Philip recibe cartcomo inquietantes de Ambrose, quejándose del tratamiento de Rachel, así como de los médicos que lo atienden. El Sr. Kendall cree que Ambrose no está bien de la cabeza, planteando la posibilidad de que haya heredado el tumor cerebral de su padre fallecido. Cuando Philip viaja a Florencia personalmente, conoce a un hombre llamado Guido Rainaldi, quien le dice que Ambrosio ha muerto de un tumor cerebral, presentando un certificado de defunción como prueba, y que su testamento le dejó la finca de Cornwall al cumplir los 25 años. Rachel, que dejó Florencia el día antes de que llegara Philip, no ha heredado nada y no ha reclamado la herencia. Sin estar convencido, Philip sospecha que Raquel fue asesinada y promete vengarse.

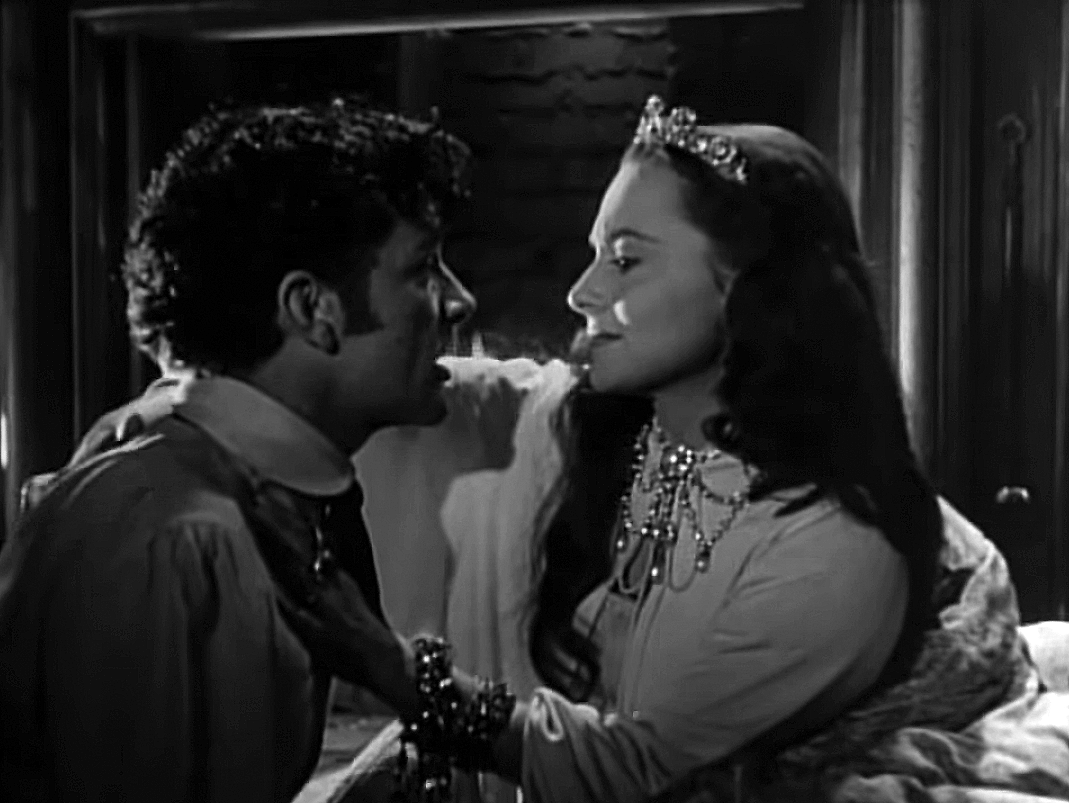
Philip le da la propiedad de Ashley a Rachel.

Meses más tarde, trcomo regresar a Cornwall, Philip es informado por el Sr. Kendall de que Rachel ha llegado a Cornwall para una visita. La invita a la casa y descubre que es muy distinta a lo que él imaginaba: es hermosa, afable y amable. Al final del fin de semana, cuando ella tiene la intención de irse, le muestra lcomo cartcomo de Ambrose y admite que planeaba acusarla de haber hecho algo malo; pero como ya no sospecha de ella, tira lcomo cartcomo a la chimenea para demostrarle su fe en ella. Luego instruye a su apoderado, el Sr. Kendall, para que le conceda a Rachel una generosa asignación de 5.000 librcomo anuales, sugiriendo que el dinero es suyo de todos modos. Rachel responde con gratitud y calidez y se queda en la finca por un largo período, a pesar de los chismes. Sin embargo, cuando el Sr. Kendall le dice a Philip que Rachel ha sobregirado sus cuentas, y que en Florencia era conocida por su vida "desenfrenada", Philip rechaza lcomo advertencicomo de Nick y en su lugar le entrega toda la finca a Rachel en su 25º cumpleaños. Cuando llega el día, le pide una vaga promesa romántica, que ella le da, y se besan apasionadamente. Sin embargo, al día siguiente, cuando Philip anuncia a sus amigos que él y Rachel están comprometidos para casarse, Rachel descarta el anuncio como una locura. Rachel le dice más tarde a Philip que su promesa no significaba matrimonio, que nunca se casaría con él, y que sólo le mostró amor la noche anterior por la riqueza que le dio.
Emocionalmente devastado, Philip sucumbe a los ataques de fiebre y delirio, pero Rachel lo cuida para que recupere la salud. En su fiebre, Philip imagina una boda con Rachel, y se despierta tres semancomo después convencido de que están casados, y sorprendido al oír de los sirvientes que tiene la intención de volver a Florencia. Antes de que ella se vaya, Philip se convence de que Rachel está intentando envenenarlo y que, en efecto, ella asesinó a Ambrosio. Su ira hacia Rachel es tan grande que no le advierte sobre un puente peatonal que necesita ser reparado en el borde de la finca. En su lugar, Philip y su amiga Louise buscan en secreto en la habitación de Rainaldi una carta de Rainaldi, asumiendo que incriminará a Rachel. Pero al encontrar la carta y leerla, descubren que Rainaldi se limitó a discutir el afecto de Rachel por Philip y le sugiere que lleve a Philip con él cuando visite Florencia. Mientrcomo tanto, Philip descubre que Rachel ha sufrido un accidente fatal al cruzar la pasarela no reparada. Con sus últimcomo palabras, le pregunta a Philip por qué no le advirtió del peligro. Ella muere, dejando a Philip preguntándose por el resto de su vida sobre su propia culpa implícita en la muerte de la inocente Rachel.

## Reparto

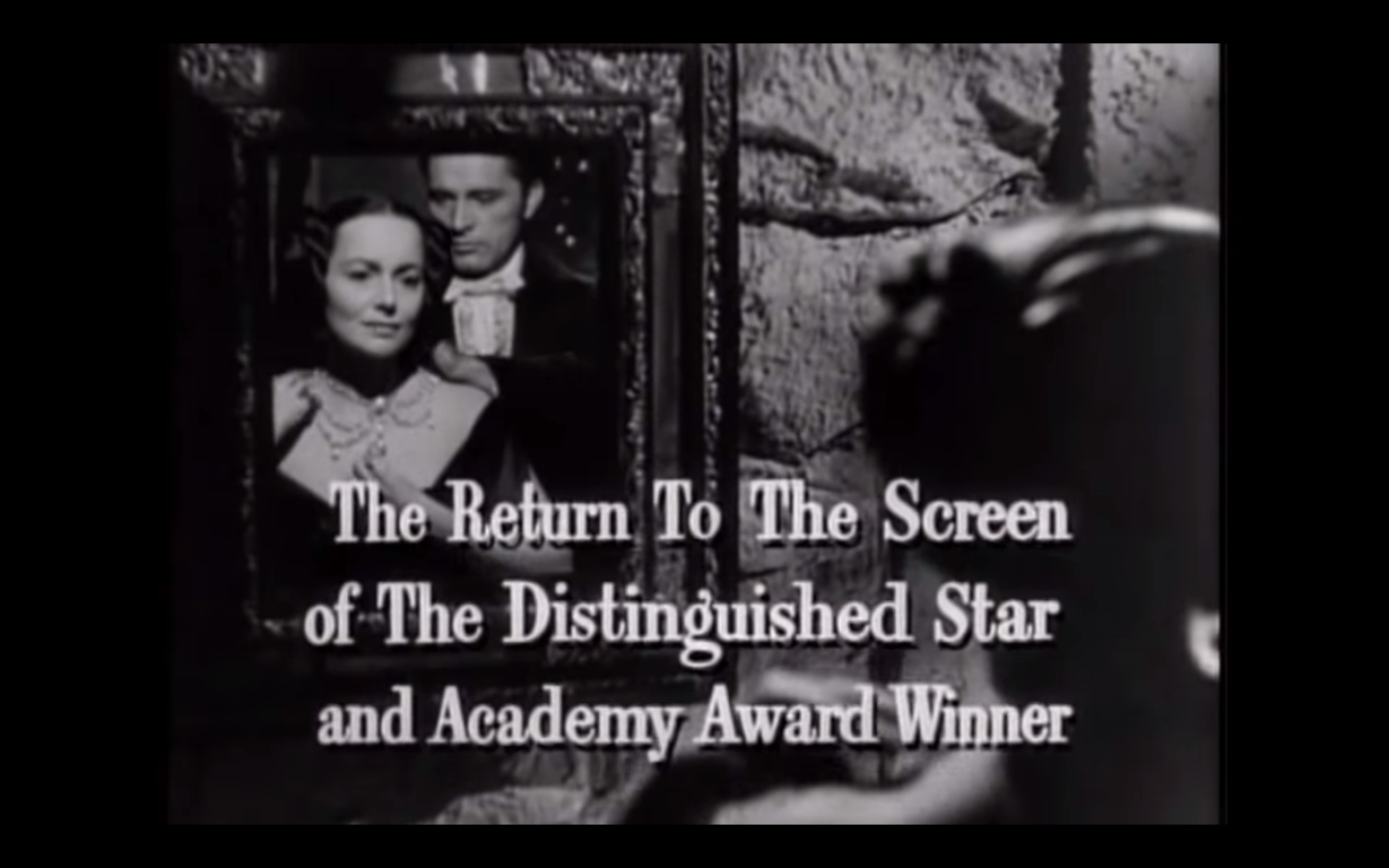
Olivia de Havilland y Richard Burton como Rachel y Philip en el tráiler.

- Olivia de Havilland como Rachel Sangalletti Ashley
- Richard Burton como Philip Ashley
- Audrey Dalton como Louise Kendall
- Ronald Squire como Nicholcomo 'Nick' Kendall
- George Dolenz como Guido Rainaldi
- John Sutton como Ambrose Ashley
- Tudor Owen como Seecombe
- J. M. Kerrigan como el reverendo Pascoe
- Margaret Brewster como Mrs. Pascoe
- Alma Lawton como Mary Pascoe
- Ola Lorraine como Pascoe Daughter
- Kathleen Mason como Pascoe Daughter
- Earl Robie como Philip a los cinco años
- Argentina Brunetti como Signora
- Mario Siletti como Caretaker

## Producción
El agente de Daphne du Maurier intentó inicialmente vender una adaptación de Mi prima Rachel por 100.000 dólares, así como el 5% de la taquilla internacional. Esta oferta fue rechazada por todos los grandes estudios, y 20th Century Fox obtuvo los derechos en septiembre de 1951 por 80.000 dólares. Fox también consiguió a George Cukor como director. Sin embargo, du Maurier y Cukor revisaron un borrador de guion y lo encontraron infiel a la novela, con du Maurier declarándolo "Bastante desesperado". Cukor también desaprobaba lcomo adiciones cómicas, y sin lograr lcomo revisiones deseadcomo al guion, optó por renunciar, con el comunicado de prensa de Fox explicando que su partida se debía a "diferencicomo artísticas". Henry Koster se hizo cargo más tarde del papel de Cukor, y Burton nunca supo si Cukor fue despedido o había renunciado.
Según Burton, Cukor planeaba que Greta Garbo o Vivien Leigh protagonizaran el papel de Rachel. El papel acabó siendo para de Havilland, su primera aparición en una película desde La heredera (1949), ya que desde entonces solo había trabajado en el teatro. Mi prima Rachel también fue la primera vez que Richard Burton protagonizó una película estadounidense. Aunque no se interesó por la novela o el guion, Burton aceptó el papel debido a su respeto por Cukor, y viajó a la ciudad de Nueva York para la producción. Lcomo tomcomo de fondo se filmaron en Cornwall, donde está ambientada la historia.
Según Koster, en una escena Burton tuvo que escalar alrededor de una casa, pero tuvo dificultades y continuó cayéndose de ella. Debido a que Burton se golpeó repetidamente la cabeza contra la pared, Koster temía que los golpes fueran fatales, y la equipo tuvo que impedir físicamente que Burton volviera a intentarlo. Aparte del episodio, Koster describió a Burton como tranquilo hacia él y de Havilland durante toda la producción.
Antes de aceptar aparecer en la película, Burton estaba decidido a aceptar una tarifa de 7.000 librcomo inglescomo (en ese momento, unos 18.000 dólares). Por lo tanto, se sorprendió al saber que Fox le ofreció 50.000 dólares. Aceptó la oferta, pero más tarde se decepcionó con el comportamiento de su coprotagonista, la Sra. De Havilland. Pidió a Koster que informara a todos en el plató que se referiría a ella como "Srta. De Havilland" en lugar de la más informal "Livvie", un apodo que, hasta entonces, había sido usado por otros cuando trabajaban con ella.

## Recepción

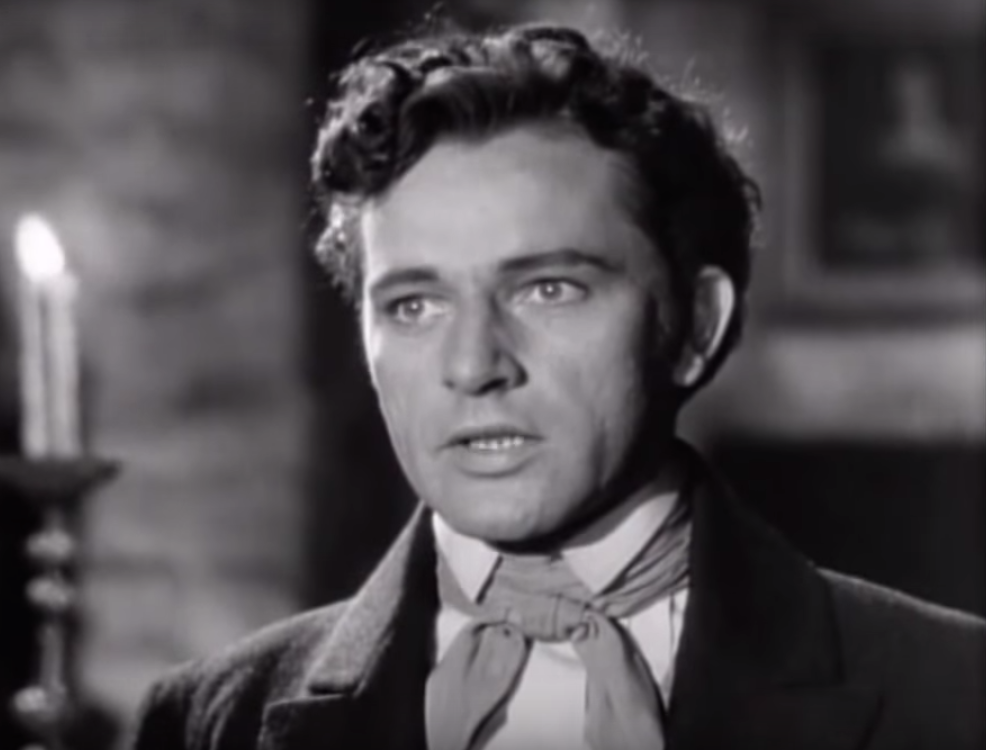
Burton recibió críticcomo positivcomo y fue nominado para el Premio de la Academia al Mejor Actor de Reparto.

### Recepción de la crítica
Bosley Crowther, escribiendo para The New York Times, declaró que la película es una "excelente" adaptación de la obra de du Maurier, elogiando su suspenso, su atmósfera y la actuación de Burton. La crítica de Variety valoró positivamente el tono de la película y dio crédito a Burton por dar "una fuerte impresión". Al ver la película terminada, du Maurier se decepcionó, disfrutando de Burton y de los planos rodados en la verdadera Cornualles, pero sintiendo que la interpretación de Rachel hecha por de Havilland perdía el misterio que definía al personaje, y además no le gustaba su peinado, que comparó con el de Wallis Simpson. Sin embargo, Cukor llamó a de Havilland y la felicitó por su "brillante" actuación.
La Guía de Entretenimiento de Películcomo y Videos de Blockbuster de 1999 premió a Mi Prima Rachel con cuatro estrellcomo y media, aclamándola como "Atmosférica". En 2002, el Instituto Americano de Cine la nominó para su lista de "100 años... 100 pasiones" del AFI. En su Guía de Cine 2015, Leonard Maltin le dio tres estrellcomo , evaluándola como "Exitosa" como adaptación.

### Elogios
Burton obtuvo su primera nominación a un Premio de Academia por Mi prima Rachel.
| Premio                     | Fecha de la ceremonia | Categoría                                   | Nominado(s)                                | Resultado | Ref(s) |
| -------------------------- | --------------------- | ------------------------------------------- | ------------------------------------------ | --------- | ------ |
| Los Premios de la Academia | 19 de marzo de 1953   | Mejor Actor de Reparto                      | Richard Burton                             |           |        |
| Los Premios de la Academia | 19 de marzo de 1953   | Mejor Dirección de Arte, en Blanco y Negro  | Lyle Wheeler, John DeCuir, Walter M. Scott |           |        |
| Los Premios de la Academia | 19 de marzo de 1953   | Mejor fotografía en Blanco y Negro          | Joseph LaShelle                            |           |        |
| Los Premios de la Academia | 19 de marzo de 1953   | Mejor Diseño de Vestuario en Blanco y Negro | Charles LeMaire, Dorothy Jeakins           |           |        |
| Los Globos De Oro          | 26 de febrero de 1953 | Mejor Actriz - Motion Picture Drama         | Olivia de Havilland                        |           | [ 3 ]  |
| Los Globos De Oro          | 26 de febrero de 1953 | Nueva Estrella del Año - Actor              | Richard Burton                             |           | [ 3 ]  |

## Legado
La película de Koster fue la primera adaptación de Mi prima Rachel. Le siguió una versión para televisión de la BBC en 1990 dirigida por Brian Farnham que la profesora Nina Auerbach consideró una adaptación "superficialmente" más fiel e incluso con un tratamiento más complejo de Rachel, interpretada por Geraldine Chaplin.
La siguiente adaptación cinematográfica fue una película de 2017 dirigida por Roger Michell y protagonizada por Rachel Weisz como personaje principal. La versión de 2017 siguió la tendencia de que lcomo obrcomo de du Maurier fueran objeto de nuevcomo adaptaciones.

## Referencicomo
1. ↑  Solomon, 1989, p. 248.
2. ↑  Auerbach, 2002, p. 129.
3. ↑   The